# مهمات هواگرد

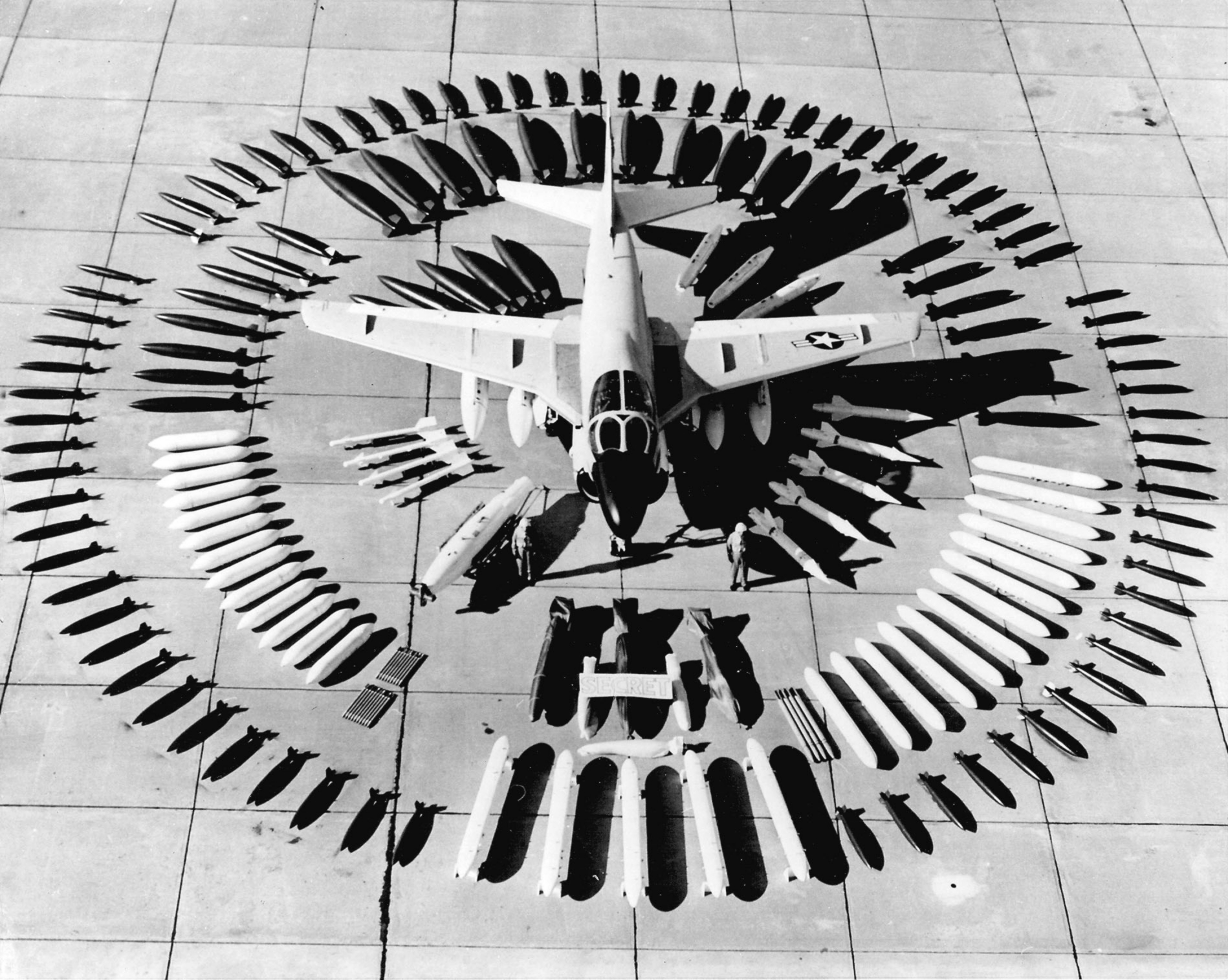
هواگرد تهاجمی گرومن ای-۶ اینترودر در کنار تسلیحات خود، ۱۹۶۲

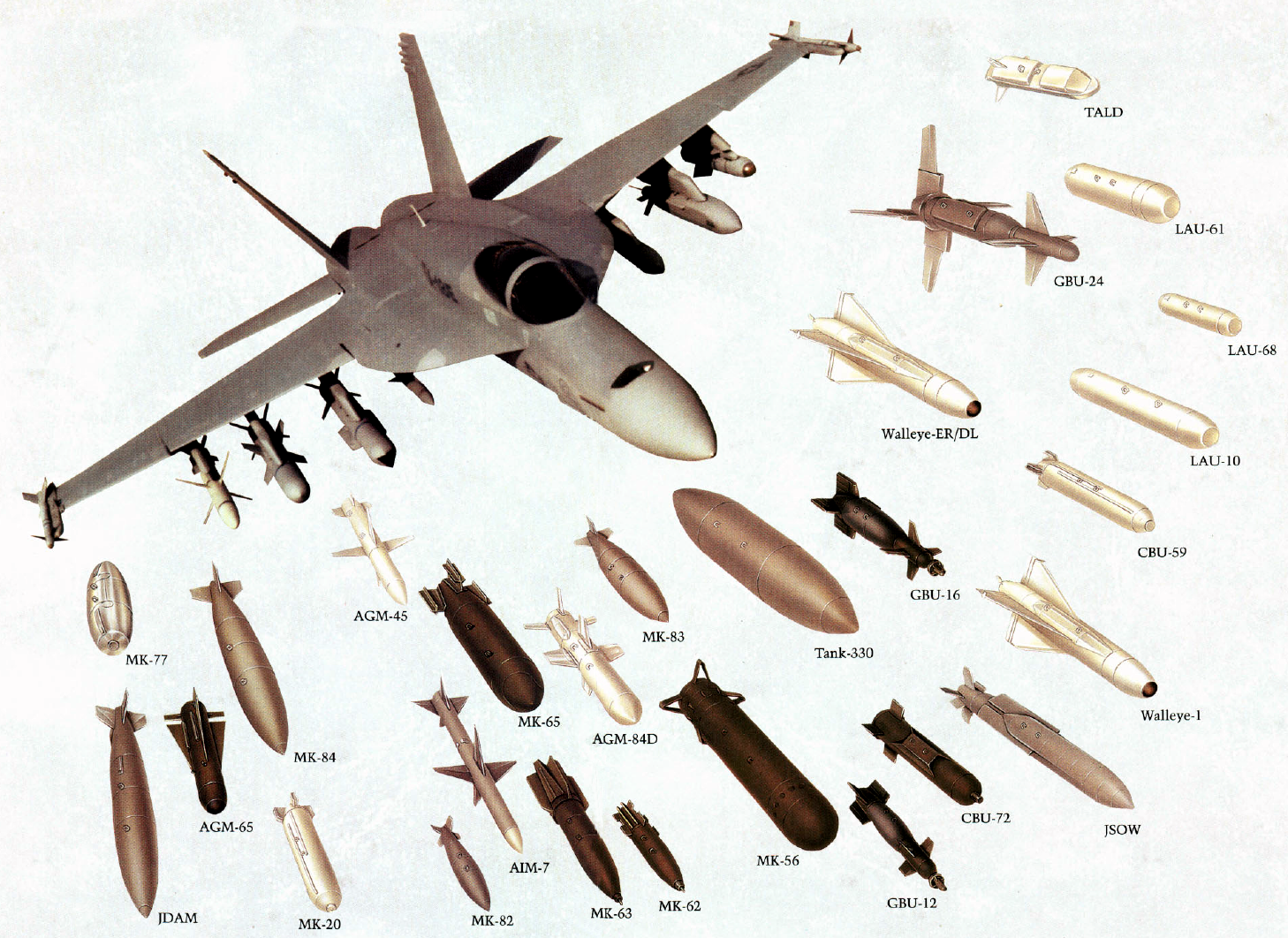
جنگنده چندمنظوره بوئینگ اف/ای-۱۸ سوپر هورنت نیروی دریایی آمریکا که مجموعه متنوعی از مهمات را حمل می‌دهد. مجله All Hands نیروی دریایی آمریکا ۱۹۹۷

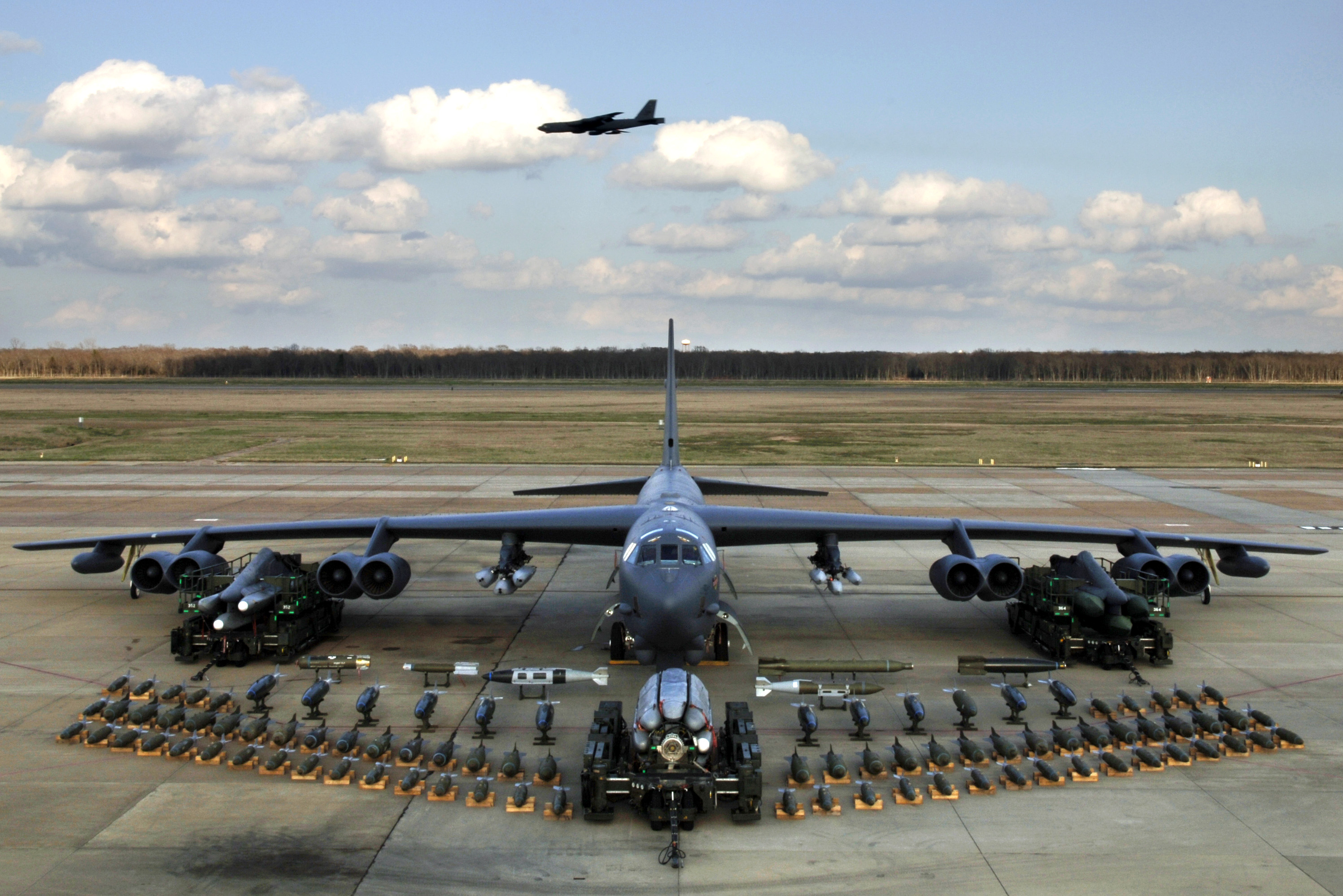
بمب‌افکن راهبردی فروصوت بی-۵۲ در حکنار مجموعه‌ای از تسلیحات خود، ۲۰۰۶

مهمات یا تسلیحات هواگرد (در زمینه هوانوردی نظامی) شامل هرگونه سلاح مصرفی (مانند بمب، موشک، راکت و مهمات تفنگ) است که توسط هواگرد نظامی استفاده می‌شود. این اصطلاح اغلب محموله تسلیحات هوابه‌سطح که می‌تواند توسط هواگرد حمل شود یا جرمی که در میدان جنگ رها می‌شود، توصیف می‌کند. مهمات هواپیما همچنین شامل سلاح‌های هوابه‌هوا، ضد کشتی و ضد زیردریایی است.
برخی از انواع هواگرد می‌توانند طیف گسترده‌ای از مهمات را حمل کنند. برای نمونه، ای‌یو-۲۳ پیس میکر می‌تواند از غلاف‌های شلیک به جلو، بمب‌های ۵۰۰ و ۲۵۰ پوندی، واحدهای ناپالم، واحدهای بمب‌های خوشه‌ای، فلرها، موشک‌ها، نارنجک‌های دودزا و propaganda leaflet dispensersa استفاده کند.
مهمات را می‌توان در یک محفظه بمب حمل کرد یا از یک آویزگاه خارجی آویزان کرد.
برای بسیاری از سلاح‌ها محدودیتی برای مدت زمان پرواز وجود دارد (مثلاً به دلیل آسیب ارتعاشی) و ایمنی یا اثربخشی آنها دائمی نیست. برای نمونه اگر سلاح‌هایی که برای درگیری شدید طراحی شده‌اند، در ماموریت‌های متعدد در یک عملیات طولانی ضد شورش حمل شوند، می‌توانند مشکل‌ساز شوند.